# Richard Pöttschacher

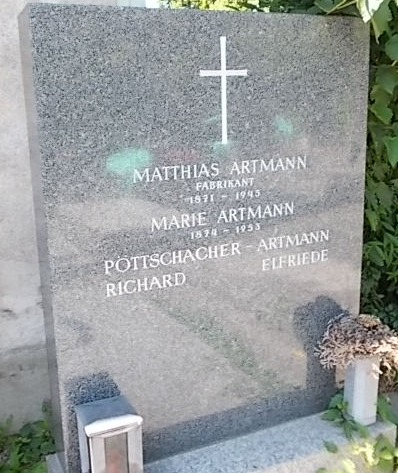
Grabstätte von Richard Pöttschacher

Richard „Richie“ Pöttschacher (* 25. Dezember 1904 in Wien; † 25. Februar 2008 ebenda) war ein österreichischer Wienerlied-Sänger.
Der in Wien-Ottakring geborene Pöttschacher gastierte von 1924 bis in seine letzten Lebensmonate auf den verschiedensten Wiener Kleinbühnen. In seinem Urlaubsort Abbazia lernte er Maurice Chevalier kennen, mit dem ihn eine enge Freundschaft verband. Ein weiterer enger Freund des Sängers war Johannes Heesters.
Pöttschacher verstarb im Alter von 103 Jahren in Wien und wurde am Hernalser Friedhof (45-1-3) bestattet.